# Ruslan Ponomariov
Ruslan Ponomariov (în limba ucraineană Руслан Пономарьов, în limba rusă Русла́н Пономарёв; n. 11 octombrie 1983, Horlivka, RSS Ucraineană, URSS) este un șahist ucrainean, care deține titlul de mare maestru internațional de șah, fiind și campion mondial al FIDE (2002-2004).